# Bernard Toha Wontacien
Bernard de Clairvaux Toha Wontacien OSFS (ur. 20 sierpnia 1970 w Abomey-Calavi) – beniński duchowny katolicki, biskup Djougou od 2022.

## Życiorys
Święcenia kapłańskie otrzymał 22 lipca 2006 w zgromadzeniu oblatów św. Franciszka Salezego. Był m.in. ekonomem wschodnioafrykańskiej części francuskiej prowincji zakonnej, mistrzem scholastykatu oraz prowincjałem.
12 lutego 2022 papież Franciszek mianował go ordynariuszem diecezji Djougou. Sakry udzielił mu 2 kwietnia 2022 arcybiskup Pascal N’Koué.